# تشارلز غرافتون بيج
تشارلز غرافتون بيج (بالإنجليزية: Charles Grafton Page)‏ هو مخترع وفيزيائي أمريكي، ولد في 25 يناير 1812 في سالم في الولايات المتحدة، وتوفي في 5 مايو 1868 في واشنطن العاصمة في الولايات المتحدة.